# Piotr Bonilli
Piotr Bonilli, właśc. wł. Pietro Bonilli (ur. 15 marca 1841 w San Lorenzo koło Trevi w diecezji Spoleto, zm. 5 stycznia 1935 tamże) – włoski kapłan, tercjarz franciszkański, błogosławiony Kościoła rzymskokatolickiego.

## Życiorys
W 1863 otrzymał święcenia kapłańskie. 13 maja 1888 roku założył Zgromadzenie Sióstr Najświętszej Rodziny w Spoleto (wł. Suore della Sacra Famiglia di Spoleto). W 1898 roku został kanonikiem katedry Spoleto.
Został beatyfikowany przez papieża Jana Pawła II w dniu 24 kwietnia 1988 roku.